# 苺りなはむ
苺りなはむ（いちごりなはむ）は日本のアーティスト、実業家、アイドルプロデューサー、モデル、声優。BPM15Qのメンバー。音楽原作キャラクタープロジェクト電音部のネオトウキョウアリア、ネオナカノエリアのプロデューサー。元女性アイドルで、元BiS、CY8ERのメンバー。CY8ERでは、メンバー兼プロデューサーを歴任し、2021年1月10日の日本武道館ワンマンライブでのグループ解散をもってアイドルを引退した。自身のアイデアで活動を行うために15STYLEを設立し、自らがプロデュースと社長業も行っている。。
所属レコードレーベルはビクターエンタテインメント。
愛称は「りなはむ」、「はむちゃん」。神奈川県出身。

## 人物・エピソード
BiSの初期メンバー（「ヨコヤマリナ」名義）、アキシブprojectの発起人・代表兼メンバー（「横山 利奈」名義）。ソロ活動では主に愛称の「りなはむ」を使用していたが、2014年9月頃から現在の「苺りなはむ」名義で活動。2015年にセルフプロデュースユニットであるBPM15Q（現CY8ER）を結成。2020年までの期間限定で横浜アリーナワンマンライブを実現すべく活動し、プロデューサーとして困難な目標に挑み続けた。
中学生の時から読者モデルとして活動しており、2010年にBiSに加入、BiS脱退後は雑誌「Nicky」（竹書房→セブン&アイ出版）の専属モデルとして活動していた。「ゆめかわいい」を「メルヘン+病み」と定義したことから「『ゆめかわいい』の提唱者」と呼ばれることがある。
BiSの破天荒なプロモーション活動を経験後、後のCY8ERでも知名度を上げるため、ネットでバズりそうな奇抜な企画を絶え間なく展開した。例えば、2014年に電車の車内にゴミを放置していたところを盗撮されるという騒動（本人は否定）を元に、翌2015年8月16日にシングル「ポイ捨て、ダメ、ダメ！」をリリース、その前日に渋谷でゴミ拾いボランティアに参加。2017年5月6日に行われた「武道館アイドル博」にて、CY8ERがハグ会を実施すると告知し、会場には長蛇の列ができたが、実際にはメンバーは防護服を着用していたため直接肌が触れ合うことはなかった。また、3180枚の2ショットを撮影する企画や、くじ引きで全曲終えるまで会場から帰れない「耐久サイバー」も行った。
CY8ERについてはコロナ禍の発生によって解散タイミングを延期を余儀なくされ、2021年1月10日に、緊急事態宣言発令下ではあるがCY8ERの日本武道館ライブを行って解散とした。同時に、自身もアイドルを引退した。
トークイベントにて、自身が社長を務めているイチゴスタイルにおける業務内容を質問され、自身の作業比率は、事務作業95%，ライブ活動5%の割合であり、少数ではあるが社員も雇っていると公言している。

## 経歴
- 2000年代後半、渋谷でスカウトされ、ギャル系雑誌の読者モデルとして活動開始[3]。
- 2010年11月25日、OTOTOYサイト上でプー・ルイによるアイドルグループ（BiS）のメンバーとして初披露[9]。

- 2011年2月4日、BiS初ライブ。
- 2011年6月24日、BiSを脱退[10]。

- 2012年1月4日発売号より雑誌"Nicky"の専属モデルに就任し、表紙を務めた。

- 2012年10月5日、発起人としてアキシブprojectの結成を発表[11]。

- 2013年5月24日、赤坂BLITZでアキシブprojectお披露目ライブ。

- 2013年11月3日、アキシブproject代表兼メンバーとして活動することを発表[12]。

- 2014年5月11日、アキシブprojectを卒業[13]。

- 2014年7月8日、横浜アリーナでのBiS解散ライブに出演[14]。

- 2014年9月15日、この日のイベントで10月15日にシングル（「苺りなはむ」）を発売し、3ヶ月間で5000枚完売しなかった場合芸能活動を引退することを発表。

- 2014年12月3日、ようなぴ（ゆるめるモ!）とのコラボで「きらめきらりりかる」をリリース[15]。

- 2015年5月31日、新木場STUDIO COASTでBPM15Qお披露目[16]。

- 2016年4月23日、ストロベリー症候群結成[17]。
- 2016年12月24日、CY8ERを結成。

- 2017年7月13日、この日行われたフリーライブでストロベリー症候群活動休止[18]。

- 2018年3月9日、この日配信リリースされた中田ヤスタカ「White Cube」（アルバム『Digital Native』よりリカット）のフィーチャリングアーティストとして迎えられた[19]。
- 2018年4月11日、ソロプロジェクト・DJボーカルHamrig始動[20]。

- 2021年1月10日、日本武道館ワンマンライブをもってCY8ERを解散。自身もアイドルを引退[2]。

- 2021年4月17日、苺りなはむプロデュースアイドルユニットオーディションを開始。

- 2021年9月12日、プロデュースアイドルグループHO6LA始動。

- 2022年4月20日、にかもきゅと共にBPM15Q再始動[21]。

## 作品

### 配信
- 中田ヤスタカ「White Cube (+Voice Version) [feat. 苺りなはむ]」（2018年3月9日）
- 4s4ki「nexus feat.rinahamu」（2020年4月22日）
- rinahamu「ヒーロー feat.4s4ki」（2020年5月4日）

### DLカード
- Yunomi×きあと×chloma「ファッション feat.rinahamu」

## 出演

### テレビ
- これって偏見ですか - テレビ朝日
- 東京アイドル戦線 - テレビ東京
- 中田ヤスタカ 初ソロアルバム『Digital Native』リリース記念SP!- AbemaTV

### ＣＭ
- エースコックTVCMスーパーカップMAX「スーパーカップMAX学園に新たなバトルが勃発！それぞれの専用麺でいざ勝負！」 篇

### イベント
- SUMMER SONIC 2017(CY8ER)
- 夏の魔物 2017(CY8ER)
- OTONOKO 2018 (中田ヤスタカfeat.苺りなはむ)
- SONICMANIA 2018 (中田ヤスタカfeat.苺りなはむ)
- マグロック&フジソニック 2018 (CY8ER)
- 夏の魔物2018(CY8ER)
- ROCK IN JAPAN FESTIVAL 2018 (中田ヤスタカfeat.苺りなはむ)
- ROCK IN JAPAN FESTIVAL 2019 (中田ヤスタカfeat.苺りなはむ)

### 主催/ワンマンライブ
- 2019.6.23 CY8ER DEATH MATCH at 東京ドームシティーホール(CY8ER)
- 2019.11.23 CY8ER FES at ageHa (CY8ER)
- 2020.9.26 CY8ER FES at ageHa (CY8ER)
- 2021.1.10 CY8ERなりの横浜アリーナ at 日本武道館(CY8ER)
- 2021.11.23 心拍数15Q at ageHa(BPM15Q)
- 2022.10.1 心拍数15Q 2022 at ちどり公園(BPM15Q)
- 2023.11.25 Cybertokyo at Spotify O-EAST/Spotify O-Crest/DJ Bar東間屋（東京電脳 from電音部、TeddyLoid feat.苺りなはむ,BPM15Q）

### 舞台
- アリスインプロジェクト「時空警察ヴェッカー1983[22]」（2013年8月14日 - 18日、笹塚ファクトリー） - 時組 L-1077 役

### その他
- キャラクタープロジェクト『電音部』（2023年） - ねねるねる 役[23] 、ネオトウキョウエリア、ネオナカノエリアプロデューサー[24]。